# Bullhead
Bullhead-trzeci album studyjny zespołu Melvins wydany w 1991 roku przez firmę Boner Records. 

## Lista utworów
1. "Boris" - 8:34
2. "Anaconda" - 2:23
3. "Ligature" - 3:49
4. "It's Shoved" - 2:35
5. "Zodiac" - 4:14
6. "If I Had An Exorcism" - 3:07
7. "Your Blessed" - 5:39
8. "Cow" - 4:31

## Twórcy
- Buzz Osborne – wokal, gitara
- Dale Crover – perkusja
- Lori Black – gitara basowa
- Jonathan Burnside – producent